# بخش لوریان
بخش لوریان (به فرانسوی: Arrondissement de Lorient) یک بخش در فرانسه است که در موربیان واقع شده‌است.